# Home – Ein smektakulärer Trip
Home – Ein smektakulärer Trip (Originaltitel: Home) ist ein US-amerikanischer Computeranimationsfilm von DreamWorks Animation im Verleih von 20th Century Fox aus dem Jahr 2015. Der Buddy-Film basiert auf dem 2007 erschienenen Kinderbuch Happy Smekday oder der Tag, an dem ich die Welt retten musste (The True Meaning of Smekday) von Adam Rex. Der Arbeitstitel des Films lautete zunächst Happy Smekday! Unter der Regie von Tim Johnson übernahmen Jim Parsons, Jennifer Lopez, Steve Martin und Rihanna die Sprechrollen. Der Film kam am 26. März 2015 in die deutschen Kinos.

## Handlung
Die Boov – eine außerirdische Spezies auf der Flucht vor ihren Feinden, den Gorg – sind im Anflug auf den Planeten Erde. Diesen hat ihr von sich selbst höchst überzeugter Anführer Captain Smek zur neuen Heimat auserkoren. Um Raum für die Boov zu schaffen, wird die Schwerkraft der Erde vorübergehend abgeschaltet und die Einwohner kurzerhand umgesiedelt. Der etwas tollpatschige, aber lebensfrohe Boov Oh, der bislang vergeblich versucht hat, sich mit seinen Mit-Boov anzufreunden, kann diese auch mit einer Einladung zu seiner Willkommensparty nicht für sich begeistern. Schließlich versucht er, den widerwilligen Verkehrs-Boov Kyle zu seiner Party einzuladen. Die E-Mail mit der Wegbeschreibung schickt er allerdings versehentlich nicht nur an Kyle, sondern „an alle“. Somit ist diese E-Mail auf dem Weg zu sämtlichen Außerirdischen in der Galaxie – und natürlich zum Mutterschiff der Gorg. Weltweit bricht unter den Boov Panik aus und Oh kann sich nur durch Glück der sofortigen Verhaftung entziehen.
Die Siebtklässlerin Tipsy Tucci, die der Zwangsumsiedlung gemeinsam mit ihrer Katze entgehen konnte, macht sich auf die Suche nach ihrer Mutter und trifft dabei auf den flüchtigen Oh. Durch die äußeren Umstände dazu gezwungen, tun sich die beiden widerwillig zusammen und machen sich auf den Weg nach Paris, um im dortigen Boov-Hauptquartier herauszufinden, wohin Tipsys Mutter umgesiedelt wurde. Ihre Reise treten sie in dem vorher von Oh – unter anderem unter Verwendung einer Slush-Maschine – modifizierten Kleinwagen der Tuccis an, der nunmehr fliegen kann. Auf ihrer eher unfreiwilligen gemeinsamen Reise erfahren beide nach und nach etwas mehr über das Leben, die Ansichten und Probleme des jeweils anderen. So erzählt Oh, dass der von ihm sehr bewunderte Captain Smek einst vom Anführer der Gorg zu Friedensverhandlungen eingeladen war, diese jedoch vor lauter Angst fluchtartig verlassen hat und dabei eine Trophäe mitgehen ließ. Tipsy kann nicht verstehen, dass ausgerechnet die Flucht jeglicher Gefahr als bewundernswerte Eigenschaft für einen Boov betrachtet wird und versucht ihrerseits, Oh zu erklären, was Familie ist.
In Paris angekommen, können die beiden ins Hauptquartier gelangen – dem über der Stadt schwebenden Eiffelturm. Dort kann Oh nicht nur in allerletzter Sekunde seine E-Mail löschen, so dass diese den Gorg-Anführer nicht erreicht, er kann auch den Aufenthaltsort von Tipsys Mutter Lucy ausfindig machen: Australien. In eine dort von den Boov erschaffene freizeitparkähnliche Anlage namens „Glücksmenschenstadt“ wurden unzählige Menschen umgesiedelt. Beim Verlassen des Eiffelturms werden Oh und Tipsy jedoch entdeckt. Entgegen Ohs Hoffnung, dass er nun als Helden-Boov gefeiert wird, weil er die E-Mail gelöscht hat, will ihn Captain Smek auslöschen lassen. Oh hatte statt der einem Boov gestatteten maximalen neun Fehler schon 62 Fehler gemacht und Captain Smek will sich nicht erweichen lassen. Tipsy und Oh können zum Glück erneut flüchten und sich auf den Weg nach Australien machen. Oh sieht nun erstmals seinen großen Helden Captain Smek, die Übernahme der Erde durch die Boov und auch die Menschen mit anderen Augen. Er entschuldigt sich bei Tipsy dafür, dass die Boov auf die Erde gekommen sind und aus der Zweckgemeinschaft der beiden wird Freundschaft.
Mittlerweile hat jedoch das Gorg-Mutterschiff unser Sonnensystem erreicht und ist auf direktem Weg zur Erde, weshalb die Boov panisch zurück auf ihr eigenes Mutterschiff flüchten. Das durch eine angreifende Gorg-Kampfflugmaschine beschädigte fliegende Auto stürzt ab und landet in einem Waldgebiet. Oh betrachtet die Mission als gescheitert und will aufgeben, lässt sich aber von Tipsy dazu überreden, in der ebenfalls abgestürzten Kampfflugmaschine nach brauchbaren Ersatzteilen zu suchen. Die Maschine stellt sich als unbemannte Drohne heraus und Oh kann mithilfe des darin gefundenen Gorg-Superchips das fliegende Auto reparieren.
Schließlich erreichen Tipsy und Oh Glücksmenschenstadt in Australien. Auch dort fliehen sämtliche Boov auf ihr Mutterschiff. Als Oh dies beobachtet, gerät er endgültig in Panik und vergisst sein Versprechen, Tipsy zu helfen. Stattdessen versucht er, sie davon zu überzeugen, mit ihm zu fliehen. Tipsy weist ihn enttäuscht ab und beginnt, ihre Mutter zu suchen, während Oh es als letzter Boov schafft, an Bord zu gelangen. Das Gorg-Mutterschiff ist nun in unmittelbarer Nähe der Erde und will das Raumschiff der Boov angreifen. Oh kann den Gorg-Superchip in das Antriebssystem des Boov-Raumschiffs einsetzen und dadurch außer Reichweite der Gorg gelangen. Die Boov sind höchst erstaunt und beeindruckt von dieser für ihre Spezies untypischen mutigen Handlung und wählen Oh zu ihrem neuen Anführer.
Unterdessen hat Tipsy ihre Mutter nicht finden können und sitzt weinend und hoffnungslos in einer Ecke, als plötzlich Oh vor ihr steht. Sie versöhnen sich und entdecken endlich Tipsys Mutter. Während die beiden sich umarmen, wird Oh klar, warum die Gorg die Boov durch die ganze Galaxie verfolgen: sie wollen die Trophäe zurück, die Captain Smek einst an sich genommen hatte. Oh beschließt, diesen eigentlich unscheinbaren faustgroßen Stein, der sich jedoch öffnen lässt, den Gorg zurückzugeben und rennt schreiend auf das gigantische Gorg-Mutterschiff zu, welches mittlerweile in der Nähe gelandet ist und begonnen hat, mit riesigen schaufelradartigen Werkzeugen die Erde zu zerstören. Schließlich gelingt es Tipsy, den Gorg-Kommandanten per Spiegel und Sonnenstrahl auf den vergleichsweise winzig kleinen Oh aufmerksam zu machen. Der Kommandant stoppt sofort die Maschinen, dennoch wird Oh unter einer der großen Schaufeln begraben, kann jedoch im letzten Moment den Stein zu Tipsy werfen. Während diese noch um den vermeintlich toten Freund trauert, hebt sich die Schaufel wieder und der unverletzte Oh kommt zum Vorschein. Das Gorg-Mutterschiff öffnet sich und der beeindruckend große Kommandant kommt heraus. Wie sich herausstellt, ist er in Wahrheit ein kleiner, seesternartiger Außerirdischer, der in einer Art Hightech-Anzug steckt. Oh übergibt ihm den Stein und die beiden wechseln einige Sätze in Gorg-Sprache. Zufrieden betritt der Kommandant wieder sein Schiff und verlässt darin die Erde. Oh erklärt der erstaunten Tipsy und ihrer Mutter, dass der Stein die komplette nächste Generation von Gorg enthält – als winzig kleine larvenähnliche Seesterne. Da der Kommandant der letzte lebende Gorg war, hatte er keine andere Wahl, als diesen wertvollen Stein wieder an sich zu bringen, um die Spezies vor dem Aussterben zu bewahren.
Zwei Wochen später sind die ursprünglichen Zustände auf der Erde weitgehend wiederhergestellt. Oh gibt endlich seine heißersehnte Party mit Menschen und Boov als Gästen. Tipsy spielt ihre Musik und bringt den anwesenden Boov das Tanzen näher. Gleichzeitig feiern Boov, die sich auf dem Mond angesiedelt haben, sowie etliche andere Außerirdische auf ihren Raumschiffen – unter anderem der Gorg-Kommandant mit seinen nun geschlüpften Nachkommen.

## Synchronisation
Die Synchronisation fand bei der FFS Film- & Fernseh-Synchron GmbH nach einem Dialogbuch und unter der Dialogregie von Marius Clarén statt. 

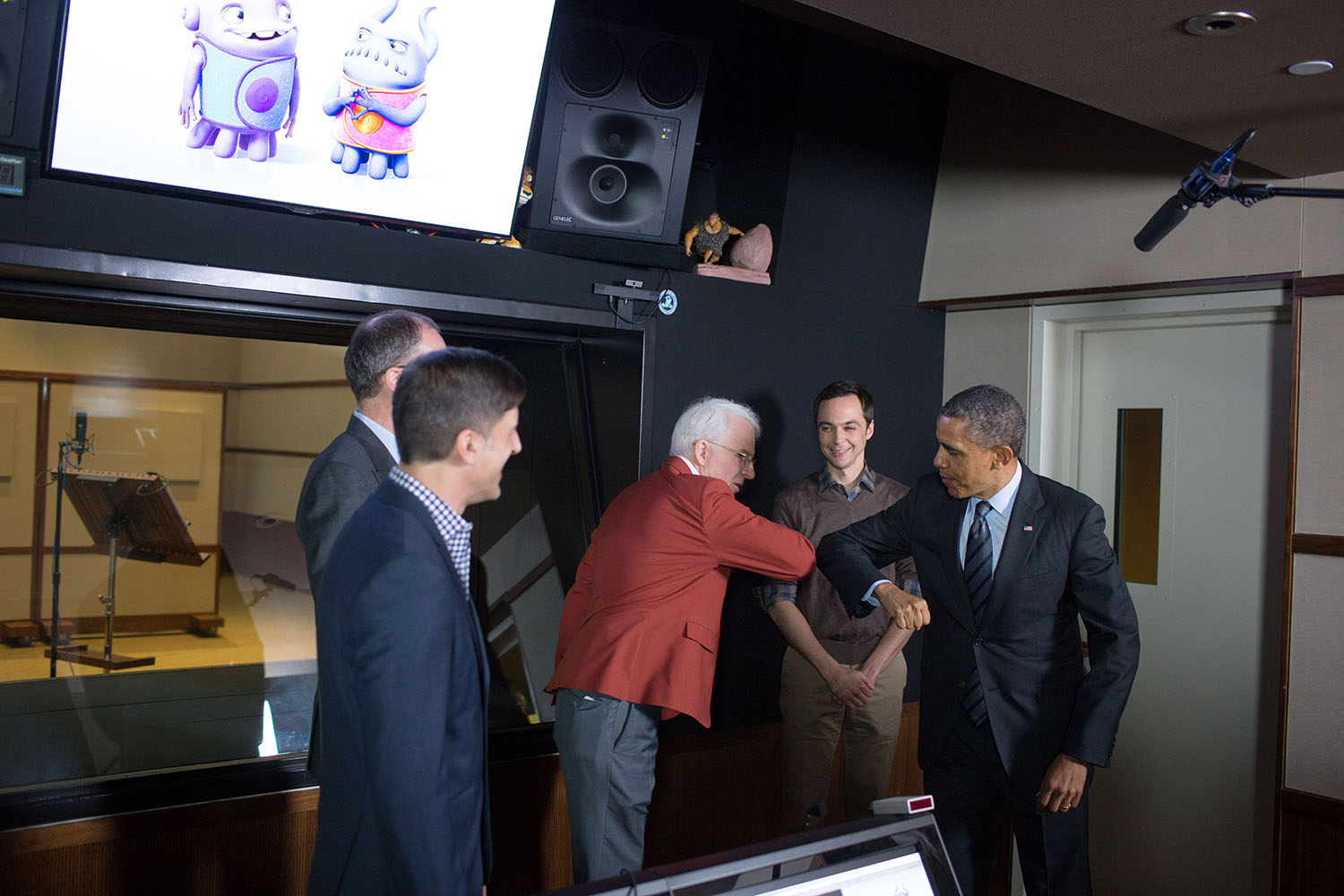
Barack Obama beim Besuch der DreamWorks Animation Studios im November 2013 mit Steve Martin und Jim Parsons, die gerade Aufnahmen für den Film machen.

| Rolle                               | Originalsprecher | Deutsche Sprecher |
| ----------------------------------- | ---------------- | ----------------- |
| Oh, ein Boov                        | Jim Parsons      | Bastian Pastewka  |
| Tip, ein Teenagermädchen            | Rihanna          | Maja Maneiro      |
| Tips Mutter                         | Jennifer Lopez   | Elisabeth Günther |
| Captain Smek, der Anführer der Boov | Steve Martin     | Uwe Ochsenknecht  |

## Hintergrund
Dreamworks hatte die Option für die Verfilmung des Buches bereits 2008 und verlängerte sie 2011. Im Juni 2012 kündigte Dreamworks das Erscheinen des Films unter dem Titel Happy Smekday! für das vierte Quartal 2014 an.
Im Juni 2013 wurde der Filmtitel von Happy Smekday! in Home umbenannt.
Der deutsche Titel wurde auch zuerst mit Home – Endlich zu Hause angegeben, später aber zu Home – Ein smektakulärer Trip geändert.

## Soundtrack
Die Sängerin Rihanna übernahm nicht nur die Stimme einer der Figuren, sondern steuerte auch drei Songs zum Soundtrack bei. Außerdem zu hören sind unter anderem Jennifer Lopez, Charli XCX und Kiesza. Am 24. Februar 2015 wurden erstmals Songs vom Soundtrack veröffentlicht: Towards the Sun von Rihanna und Feel the Light von Jennifer Lopez. Feel the Light wurde der offizielle Song zum Film. Er wurde auch als einziger dieser beiden Titel live gespielt.
Titelverzeichnis:
1. Towards the Sun – Rihanna
2. Run to Me – Coffee
3. Cannonball – Kiesza
4. As Real As You and Me – Rihanna
5. Red Balloon – Charli XCX
6. Dancing in the Dark – Rihanna
7. Drop That – Jacob Plant
8. Feel the Light – Jennifer Lopez

Alle Titel werden im Film gespielt, aber nicht in der gleichen Reihenfolge wie auf dem Soundtrack. Unter anderem wird auch Only Girl von Rihanna aus dem Jahr 2010 gespielt, der Song sollte ursprünglich auch auf dem Soundtrack enthalten sein.

## Kritiken
In den Vereinigten Staaten bekam der Film gemischte Kritiken. Laut Rotten Tomatoes beurteilten 47 % der 93 gewerteten amerikanischen Filmrezensionen Home positiv. Im Schnitt gaben sie dem Film 5,4 von möglichen 10 Punkten.
Die Frankfurter Allgemeine Zeitung verriss den Film. Es laufe „alles wie am Richtschnürchen ab. Keine einzige Überraschung“. Außerdem wurde dem Film vorgeworfen, ein „einziger großer Werbespot, den man mit einer ärmlichen Handlung auf anderthalb Stunden gestreckt“ habe, zu sein.
Auch David Siems von epd Film konnte der Film nicht überzeugen. Er lobte zwar einige originelle Ideen, gegenüber den liebevolleren Filmen der Pixar-Kollegen erscheine Home allerdings wie „ein kurzweiliger Bilderrausch, der wie ein Zuckerflash nach zu viel Süßigkeiten auf einem Mädchengeburtstag“ wirke.